# Gunsho Ruijū

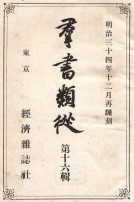
Risguardo (Meiji 34)

Il Gunsho Ruijū (群書類從?), giapponese moderno 群書類従, «Collezioni classificate di classici giapponesi») è la più importante collezione di fonti letterarie e storiche giapponesi.

## Raccolta
La monumentale collezione, che cerca di raccogliere tutte le opere storiche apparse dopo il completamento degli annali ufficiali dell'impero, fu cominciata dal cieco Hanawa Hokiichi (塙 保己一; 1746–1821) con il sostegno del bakufu.
La prima serie apparve nel 1819 dopo quarant'anni di lavoro. Essa è divisa in 25 gruppi tematici con i testi completi di 1.270 opere. Un'edizione a stampa moderna fu pubblicata in 19 volumi dal 1894 al 1912. Bibliograficamente essa fa parte della collezione Gunsho Kaidai (30 volumi) che apparve a partire dal 1953. La collezione servì allo iamatologo tedesco Hermann Bohner come base delle sue traduzioni.
Una seconda serie, pubblicata da Hanawa Tadatomi (塙 忠宝), il figlio di Hokiichi, apparve a partire dal 1821. Essa riporta sotto il titolo Zoku Gunsho Ruijū i testi di altri 2.103 titolo. Due Zoku Zoku Gunsho Ruijū apparvero a titolo di complementi. Il primo comprendente 16 opere fu pubblicato nel 1903-4 in 5 volumi. Il secondo apparve tra il 1906 e il 1909 e presenta 304 fonti in 16 volumi.
Un'altra collezione di fonti cominciata da Hanawa Tadatomi è il Dai-Nippon-shiryō, pubblicato dall'Università imperiale di Tokyo a partire dal 1901. Il suo scopo è di fornire una documentazione sulla storia millenaria dell'impero dall'887 al 1867.

## Edizioni e supplementi
- Gunsho-ruijū. Tokio 1894-, Keizai Zasshisha
- Shinkō Gunsho-ruijū. Tokio 1936, Naigai Shoseki, 2 volumi
- Gunsho-ruijū seizoku bunrui sōmoku. Tokio 1959, 410 pagine (Catalogo sistematico delle collezioni principali e complementari)
- Mozume Takami (curatore): Gunsho sakuin 群書索引. Tokio 1928, Kobunko Kankōkai (Konkordanz), 3 volumi
- dalla casa editrice fondata a questo scopo: Zoku-gunsho-ruijū Kanseikai (續群書類從完成會)
  - Zoku-Gunsho-ruijū. Tokio 1923-30, 72 volumi
  - Gunsho-kaidai (群書解題). Tokio 1960-7, 22 vol. in 30 Volumi
  - Gunsho kaidai sōmokuji (群書解題総目次). Tokio 1967 (Indice, edizione 1960)